# 이상은 베스트
《이상은 베스트》는 1992년 5월에 발매된 가수 이상은의 베스트 앨범이다. 1988년 MBC강변가요제에서 <담다디>로 대상을 수상한 후 1989년에 연이어 발표한 1집과 2집중의 주요곡을 발췌한 베스트 앨범. 베스트 앨범이라고는 하나 1집에서 <당신은 꼭 무지개같아>와 2집에서 <혼자있는건>, <야간비행>을 뺀 전곡이 수록되어 있다.
이상은의 앨범중에서 상업적으로는 큰 성공을 거둔 앨범이긴 하나 이상은 본인은 이시절의 활동에 큰 의미를 두고 있지는 않다고 한다. 멋모르고 가요제에 출전하여 덜컥 대상을 받고 그야말로 아무것도 모른채 기획사의 프로모션에 끌려다닌 기억밖에는 아무것도 기억할 수 없는 암울한 시기였노라고 모 잡지 인터뷰에 말했다. 이 두장의 앨범 이후로 그녀만의 음악을 찾겠노라며 많은 여행과 방황을 했는데, 그 이후 발표 음반은 대중의 정서와는 많이 동떨어진 앨범들이었다.

## 수록곡
| #   | 제목                         | 작사          | 작곡   | 재생 시간 |
| --- | ---------------------------- | ------------- | ------ | --------- |
| 1.  | 〈담다디〉                   | 김남경        | 김남경 | 3:03      |
| 2.  | 〈사랑할꺼야〉               | 최봉          | 원경   | 3:42      |
| 3.  | 〈Happy Birthday〉           | 강인원        | 강인원 | 3:55      |
| 4.  | 〈휴〉                       | 김남균        | 김남경 | 3:23      |
| 5.  | 〈언아그듣〉                 | 강인원        | 강인원 | 4:03      |
| 6.  | 〈아오아오아〉               | 이상은        | 이상은 | 1:44      |
| 7.  | 〈사랑을 첨 느낄때부터〉     | 강인원        | 강인원 | 4:27      |
| 8.  | 〈그대 떠난후〉              | 이상은        | 박정원 | 3:54      |
| 9.  | 〈아침이 밝아와도〉          | 강인원&이상은 | 강인원 | 3:32      |
| 10. | 〈슬픔없는 이별〉            | 이상은&안재준 | 안재준 | 4:06      |
| 11. | 〈눈뜨면 사랑이예요〉        | 강인원        | 강인원 | 4:14      |
| 12. | 〈글쎄 침묵을 지킬 수 밖에〉 | 강인원        | 강인원 | 3:18      |
| 13. | 〈내 인생을 위하여〉         | 이건우        | 강인원 | 3:59      |
| 14. | 〈사랑해 사랑해〉            | 강인원        | 강인원 | 4:44      |
| 15. | 〈추억만은 남아요〉          | 김남경        | 김남경 | 3:35      |
| 16. | 〈이별뒤의 그리움〉          | 박정원        | 박정원 | 4:25      |
| 17. | 〈소중한 사랑〉              | 주찬권        | 주찬권 | 3:29      |
| 18. | 〈음악이 끝나고〉            | 강인원        | 강인원 | 1:26      |